# Pokrovka, Oceac
Pokrovka (în ucraineană Покровка) este localitatea de reședință a comunei Pokrovka din raionul Oceac, regiunea Mîkolaiiv, Ucraina.

## Demografie
Componența lingvistică a localității Pokrovka
     Ucraineană (88,65%)
     Rusă (11,35%)
Conform recensământului din 2001, majoritatea populației localității Pokrovka era vorbitoare de ucraineană (88,65%), existând în minoritate și vorbitori de rusă (11,35%).